# Sestropontius mckinnoni
Sestropontius mckinnoni is een eenoogkreeftjessoort uit de familie van de Artotrogidae. De wetenschappelijke naam van de soort is voor het eerst geldig gepubliceerd in 2002 door Johnsson, in Johnsson & Rocha.